# William Adger Moffett
William Adger Moffett (ur. 31 października 1869 w Charleston, zm. 4 kwietnia 1933 w katastrofie sterowca „Akron”) – amerykański wojskowy, kontradmirał US Navy, uczestnik wojny amerykańsko-hiszpańskiej i okupacji Veracruz, jeden z głównych twórców amerykańskiego lotnictwa morskiego, odznaczony Medalem Honoru.

## Życiorys
William A. Moffett urodził się 31 października 1869 roku w Charleston w stanie Karolina Północna jako syn Elizabeth i George'a Halla (zm. 1875) Moffettów. Akademię Marynarki Wojennej w Annapolis ukończył w 1890 roku. W pierwszych latach morskiej kariery służył między innymi jako młodszy oficer na krążowniku „Chicago”, dowodzonym wówczas przez Alfreda Theyera Mahana. Następnie ukończył Naval War College w Newport. W czasie wojny amerykańsko-hiszpańskiej był oficerem na krążowniku „Charleston”, uczestnicząc w zajęciu Guam i ostrzeliwaniu pozycji nieprzyjacielskich pod Manilą. W czasie dalszej kariery służył między innymi na krążowniku „Maryland” i pancerniku „Arkansas”, a w 1913 roku, w stopniu komandora porucznika (Commander) objął dowodzenie krążownikiem „Chester”.
W 1914 roku „Chester” wszedł w skład zespołu floty admirała Franka F. Fletchera, wysłanego do Meksyku w celu ochrony amerykańskich interesów. Wieczorem 21 kwietnia i następującej nocy Moffet osobiście, bez udziału miejscowego pilota, wprowadził krążownik na pozycję, skąd prowadził następnie ogień wspierający lądujące oddziały amerykańskie, pozostając pod ciągłym ostrzałem z brzegu, za co 4 grudnia 1915 roku został odznaczony Medalem Honoru. Po powrocie z Meksyku został komendantem Great Lakes Naval Training Center, w sierpniu 1916 roku awansując do stopnia komandora (Captain). W 1918 roku otrzymał dowodzenie pancernikiem „Mississippi”, na którym nadzorował instalację platform startowych dla samolotów. W tym okresie stał się zwolennikiem tezy, że przyszłością US Navy jest rozwój lotnictwa pokładowego. Przy poparciu jednego z pionierów lotnictwa marynarki, Henry'ego C. Mustina, objął w marcu 1921 roku funkcję szefa lotnictwa morskiego (Director of Naval Aviation) (otrzymując jednocześnie tymczasowy awans do stopnia kontradmirała, zatwierdzony w 1923 roku), a w lipcu został pierwszym szefem US Naval Bureau of Aeronautics (BuAer).
Na tym stanowisku Moffett stał się promotorem rozwoju amerykańskiego lotnictwa pokładowego i jednocześnie oponentem generała Williama „Billy'ego” Mitchella, dążącego do unifikacji całości sił powietrznych w ramach armii lądowej. W ciągu 12 lat pełnienia funkcji doprowadził między innymi do wdrożenia nowych programów szkolenia pilotów i personelu, powstania nowych baz lotniczych, rozwoju konstrukcji katapult i wyposażenia wspomagającego lądowanie na pokładach lotniskowców. Przejął również kontrolę nad zamówieniami nowych samolotów, w 1926 roku uzyskując zgodę rządu na pozyskanie dla floty 1600 maszyn w ciągu 5 lat. Był także zwolennikiem użycia sterowców, walnie przyczyniając się do powstania „Los Angeles”, „Akron” i „Macon”.
Zginął 4 kwietnia 1933 roku w tragicznej katastrofie sterowca „Akron” nad Atlantykiem u wybrzeży New Jersey. Został pochowany na Arlington National Cemetery. Na jego cześć został nazwany niszczyciel US Navy „Moffett” oraz baza lotnicza Moffett Field w pobliżu Sunnyvale w Kalifornii.
Jego syn, William Adger Moffet, Jr., również służył w US Navy, był lotnikiem morskim, weteranem II wojny światowej i kontradmirałem.